# Enees
|  | Per a altres significats, vegeu «Enees (desambiguació)». |

Enees o Eneas (en grec antic: Αἰνείας, llatí: Aeneas) és un heroi de la mitologia greco-romana, que apareix de forma destacada a la Ilíada, d'Homer, i és el personatge central de l'Eneida de Virgili. La seva mare fou la deessa de l'amor Afrodita (anomenada Venus pels romans) i el seu pare, el mortal Anquises, un príncep troià i rei de Dardània. Amb el temps es va convertir en el més valerós dels herois troians, després d'Hèctor, va fundar Lavínium i seria considerat un ancestre de Ròmul i Rem, fundadors de Roma.
Enees va ser criat per uns pastors en la muntanya, fins que, complerts els cinc anys, el seu pare, Anquises, el va dur a la ciutat, a casa del seu cunyat Alcàtous perquè aquest l'eduqués.
Poc abans de la guerra de Troia va succeir el seu pare, ja vell i malalt, al tron de Dardània. Aleshores es casà amb la princesa troiana Creüsa, amb la qual va tenir un fill, Ascani o Iulus, i degut al tracte fred que tenia amb el seu sogre Príam, rei de Troia, va mantenir-se neutral durant els primers anys de guerra. Durant el setge de Troia, Aquil·les va saquejar Dardània, aleshores Enees i la seva família es van refugiar a Troia.
En els combats que van tenir lloc durant la guerra de Troia, es va veure auxiliat i afavorit en diverses ocasions per alguns déus, segons conta la narració d'Homer. Quan va entrar el Cavall de Troia a la ciutat, Enees va marxar amb els seus homes, malfiant-se del cavall de fusta. Les aventures i successos posteriors les va plasmar el poeta romà Virgili, poeta oficial d'August, en l'Eneida.
Creüsa va morir durant la destrucció de Troia, però Afrodita li va dir al seu fill que fugís de la ciutat, que no morís com un bon troià perquè per a ell se li havia reservat un altre futur. Enees va marxar amb el seu pare Anquises, el seu fill Ascani i un grup de troians a Macedònia, d'allí a Sicília (en ambdós llocs van sorgir aventures) fins a arribar a Laurèntum, a la costa del Laci, a la península Itàlica. Després va remuntar el riu Àlbula (que més tard seria anomenat Tíber) i va arribar fins a un poblat anomenat Pal·lanti que estava emplaçat en el lloc que amb el temps seria conegut com el Palatí. La regió era governada per Llatí, el rei dels llatins.
Enees va fer una aliança amb aquest rei i a més es va casar amb Lavínia, la seva filla; en el seu honor va fundar la ciutat de Lavínium. Enees i Lavínia van tenir un fill al qual van anomenar Silvi i que succeiria al seu germanastre Ascani (fill d'Enees i Creüsa) com a rei d'Alba Longa.

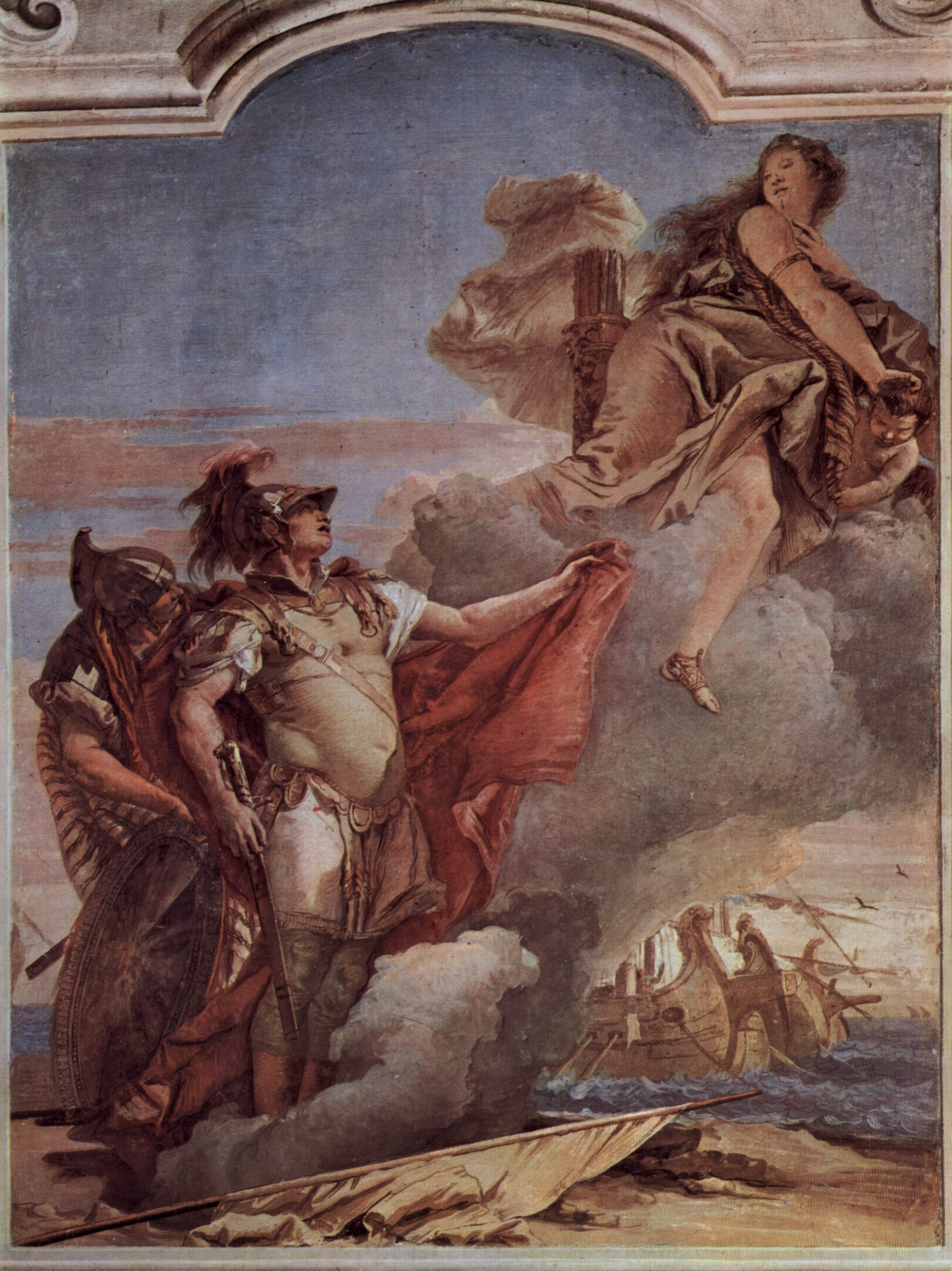
Enees segons pintura de Tiepolo

Turn era rei dels rútuls i havia estat pretendent de Lavínia. Enrabiat, va declarar la guerra a Enees i Llatí. Turn va ser derrotat i per això va buscar l'aliança del rei dels etruscs anomenat Miceni el qual no veia amb bons ulls el creixent poder de la lliga llatina.
En la versió de Virgili, Enees mata Turn i amb aquest episodi acaba la narració. Afegits i versions posteriors conten que en el primer combat va morir Enees, que va ser enterrat a la vora del riu Numici i des d'aleshores va rebre culte sota el nom de Júpiter Indiges.

## Etimologia

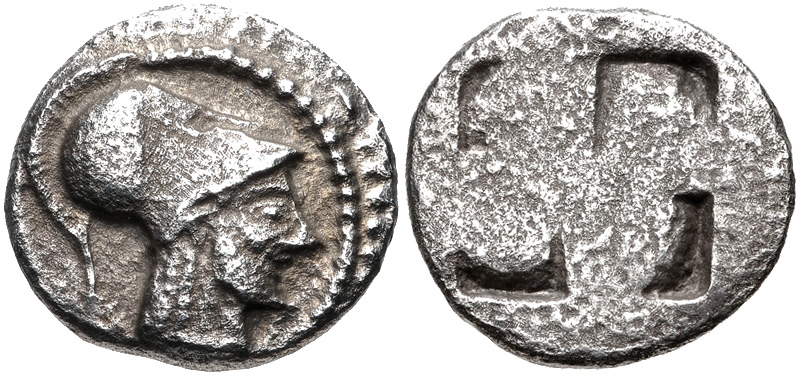
Encunyació d'Enea, amb retrat d'Enees. c. 510–480 aC.

Enees és la romanització del nom original de l'heroi grec antic: Αἰνείας (Aineías). Aineías apareix per primera vegada a l'Himne homèric a Afrodita quan Afrodita li dona el seu nom a partir de l'adjectiu grec antic: αὶνóν (ainon, "terrible"), pel "dol terrible" (grec: αὶνóν ἄχος) que li ha causat en néixer mortal que envellirà i morirà. És una etimologia popular per al nom, aparentment explotada per Homer a la Ilíada. Més tard, a l'època medieval, hi va haver escriptors que sostenien que, com que l'Eneida va ser escrita per un filòsof, està pensada per ser llegida filosòficament. Com a tal, en l'"ordre natural", el significat del nom d'Eneas combina el grec grec antic: ennos (""habitant") amb grec antic: demas ("cos"), que esdevé grec antic: ennaios és a dir un déu que habita un cos mortal. No obstant això, no hi ha certesa quant a l'origen del seu nom.

### Epítets
A imitació de la Ilíada, Virgili pren prestats epítets d'Homer, incloent: Anquisiades, magnanimum, magnus, heros i bonus. Encara que en manlleva molts, Virgili li dona a Enees dos epítets propis, a l'Eneida: pater i pius. Els epítets aplicats per Virgili són un exemple d'una actitud diferent de la d'Homer, ja que mentre Odisseu és grec antic: poikilios ("astut"), Enees és descrit com grec antic: pius ("piatós"), que transmet un fort to moral. El propòsit d'aquests epítets sembla reforçar la noció de la mà divina d'Enees com a pare i fundador de la raça romana, i el seu ús sembla circumstancial: quan Enees està resant es refereix a ell mateix com a pius, i l'autor l'anomena com a tal només quan el personatge està actuant en nom dels déus per complir la seva missió divina. De la mateixa manera, Eneas és anomenat pater quan actua en interès dels seus homes.

## Enees als mites grecs

### Himne a Afroditahomèric

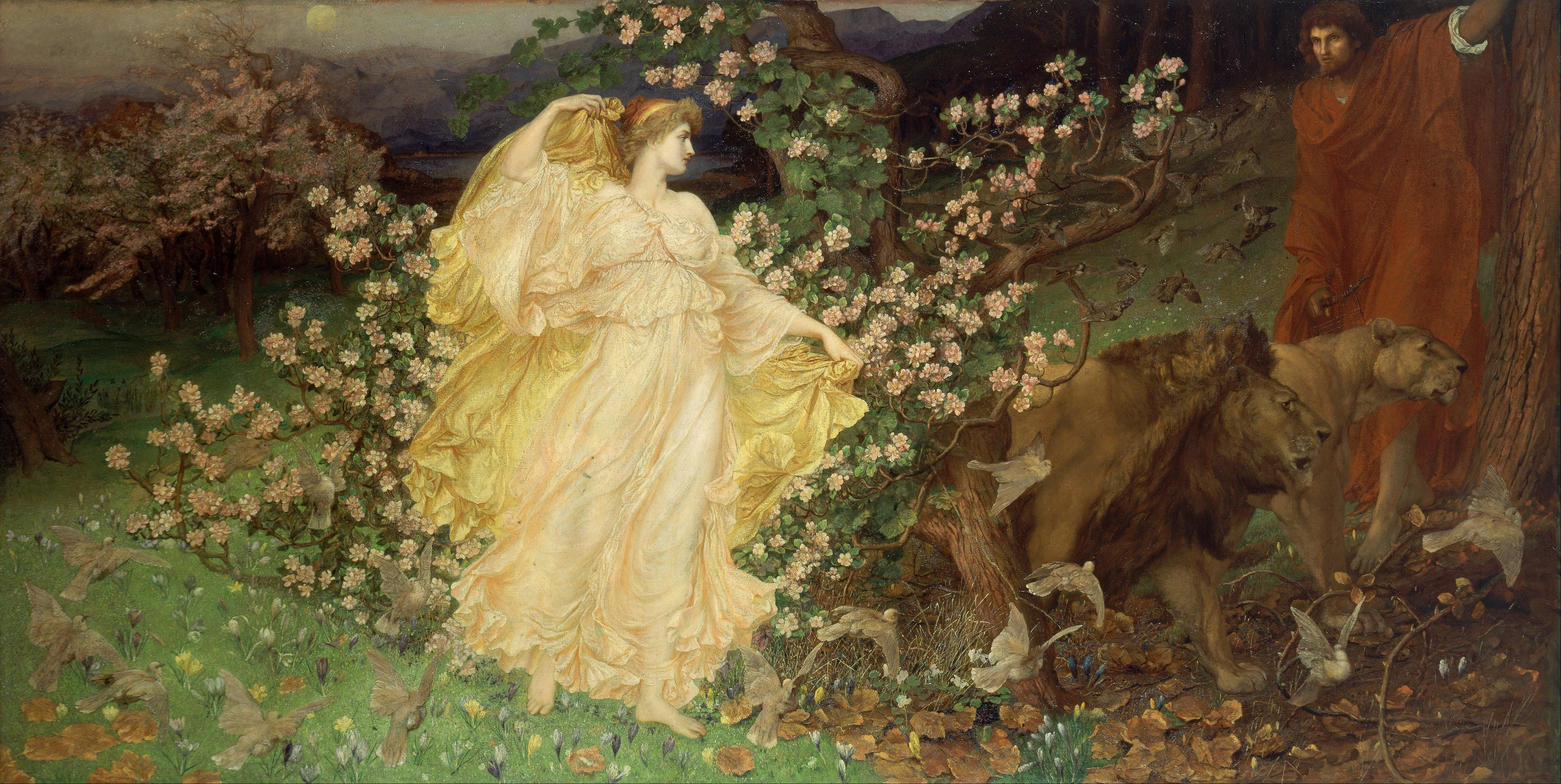
Venus i Anquises de William Blake Richmond (1889 o 1890).

La història del naixement d'Enees s'explica a l'Himne homèric a Afrodita, un dels principals Himnes homèrics. Afrodita ha fet que Zeus s'enamori de dones mortals. Com a represàlia, Zeus posa el desig al seu cor per Anquises, que cuida el seu bestiar entre els turons prop del Mont Ida (a l'actual Turquia). Quan Afrodita el veu, es queda encisada. S'adorna com per a un casament entre els déus i apareix davant d'ell. Ell es veu superat per la seva bellesa, creient que és una deessa, però Afrodita s'identifica com una princesa frígia. Després de fer l'amor, Afrodita li revela la seva veritable identitat i Anquises té por del que li podria passar com a resultat de la seva relació. Afrodita li assegura que estarà protegit, i li diu que li donarà un fill que es dirà Enees. Tanmateix, ella l'adverteix que mai no ha de dir a ningú que s'ha ajagut amb una deessa. Quan Enees neix, Afrodita el porta a les nimfes del Mont Ida, les ordena que criïn el nen fins als cinc anys i que el portin a Anquises. Segons altres fonts, Anquises més tard presumeix de la seva trobada amb Afrodita, i com a resultat és colpejat al peu amb un llamp de Zeus. Des d'aleshores, està coix d'aquest peu, de manera que Enees l'ha de treure de les flames de Troia.

### LaIlíada

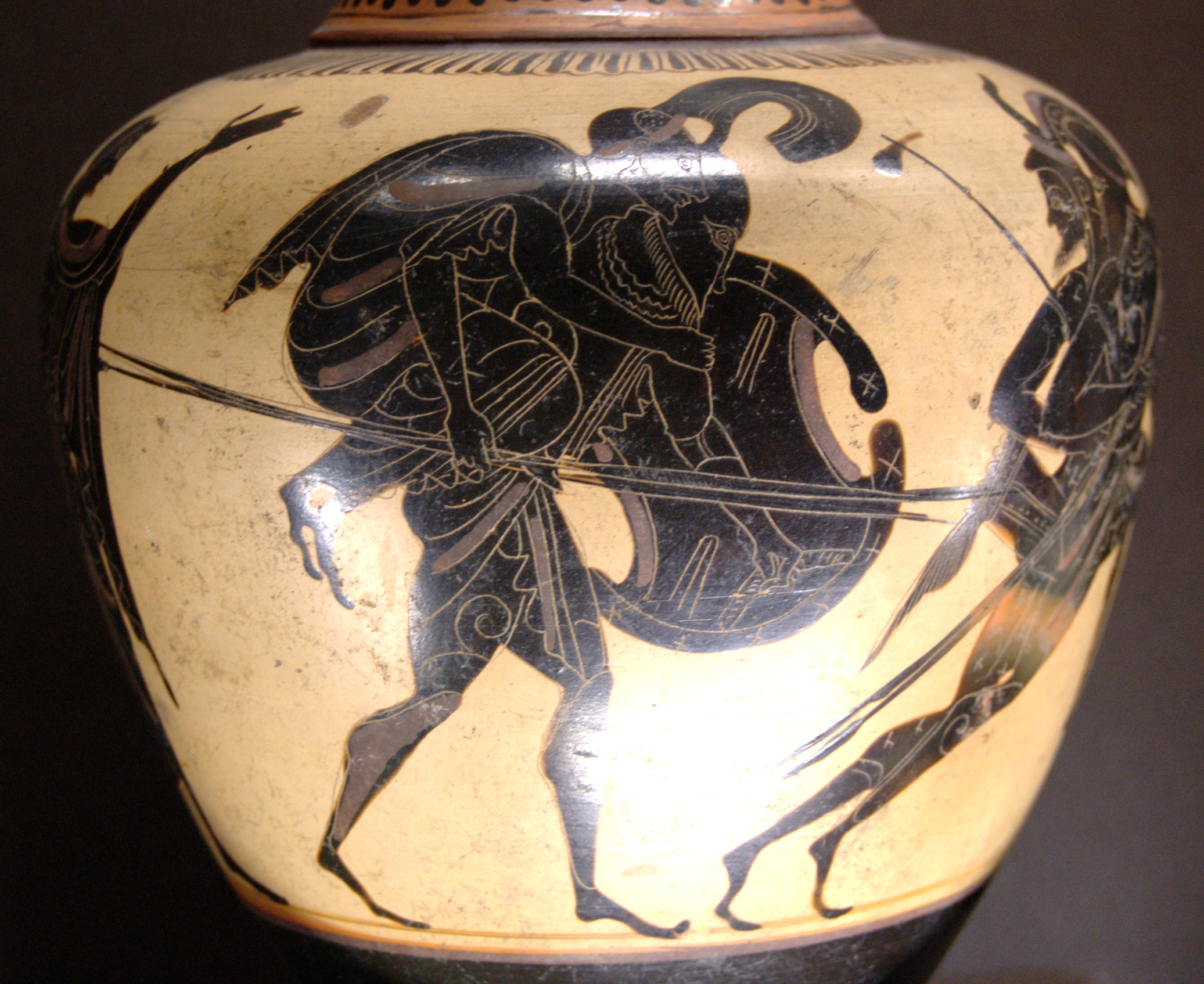
Enees portant Anquises, oinochoe de figures negres, c. 520–510 BCE, Louvre (F 118).

Eneas és un personatge secundari de la Ilíada, on els déus el salven dues vegades de la mort com per un destí encara desconegut, però és un guerrer honorable per dret propi. Havent-se quedat retingut de la lluita, perjudicat amb Príam perquè malgrat les seves accions valentes no li van donar la seva part d'honor, dirigeix un atac contra Idomeneu per recuperar el cos del seu cunyat Alcàtous a instàncies de Deífob. És el líder dels dardanis, aliats dels troians, així com un cosí segon i tinent principal d'Hèctor, fill i hereu del rei troià Príam.
La mare d'Enees, Afrodita, sovint va en la seva ajuda al camp de batalla, i és el favorit d'Apol·lo. Afrodita i Apol·lo rescaten Enees del combat amb Diomedes d'Argos, que gairebé el mata, i el porten a Pèrgam per curar-se. Fins i tot Posidó, que acostuma a afavorir els grecs, ve al rescat d'Enees després de caure sota l'assalt d'Aquil·les, assenyalant que Enees, tot i que és una branca menor de la família reial, està destinat a convertir-se en rei del poble troià.
Bruce Louden presenta Eneas com un "tipus": l'únic individu virtuós (o família) salvat de la destrucció general, seguint el mitema d'Utnapixtim, Filemó i Baucis, Noè, i Lot. La Biblioteca Mitològica Pseudo-Apol·lodor explica que "... els grecs [el salvaven] només a ell, a causa de la seva pietat."

### Altres fonts
El mitògraf romà Gai Juli Higí (c. 64 aC - 17 d.C.) a la seva Fabulae atribueix a Enees la mort de 28 enemics a la guerra de Troia. Enees també apareix a les narracions troianes atribuïdes a Dares Frigi i Dictus de Creta.

## Enees a la tradició llatina

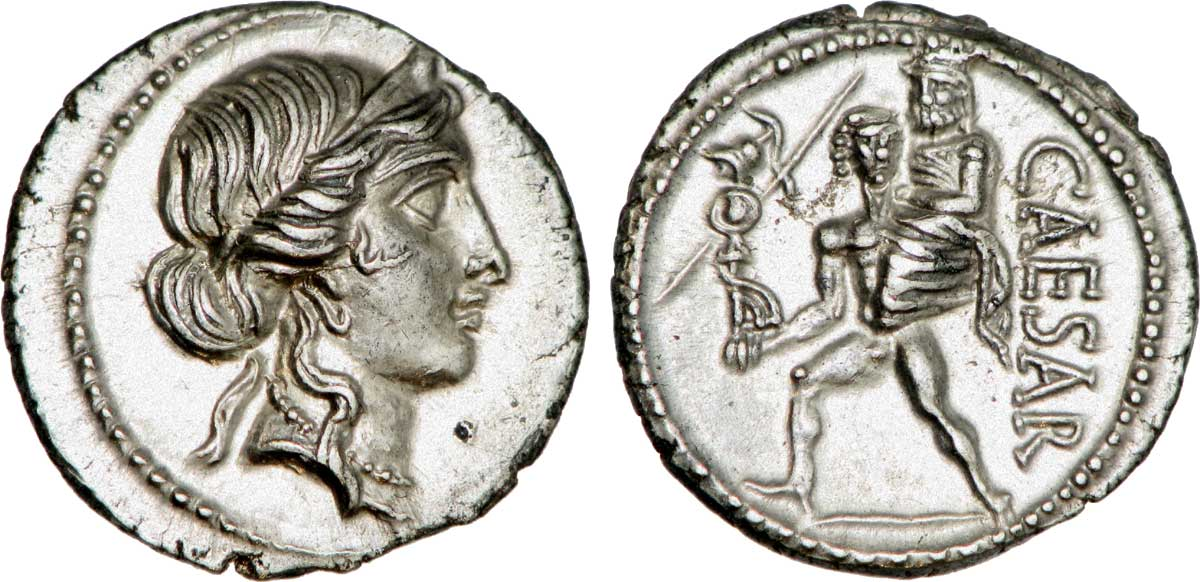
Eneas i Anquises

La història d'Enees va ser continuada pels autors romans. Una font influent va ser el relat de la fundació de Roma Origines de Cató el Vell. La llegenda d'Enees era molt coneguda en l'època de Virgili i va aparèixer en diverses obres històriques, incloses les Antiguitats romanes de l'historiador grec Dionís d'Halicarnàs (confiant en Marc Terenci Varró),  Ab Urbe Condita de Livi (probablement segons Quint Fabi Píctor, fl. 200 aC), i Pompeu Trogus (ara existent només en un epítome de Justí).

### L'Eneida de Virgili

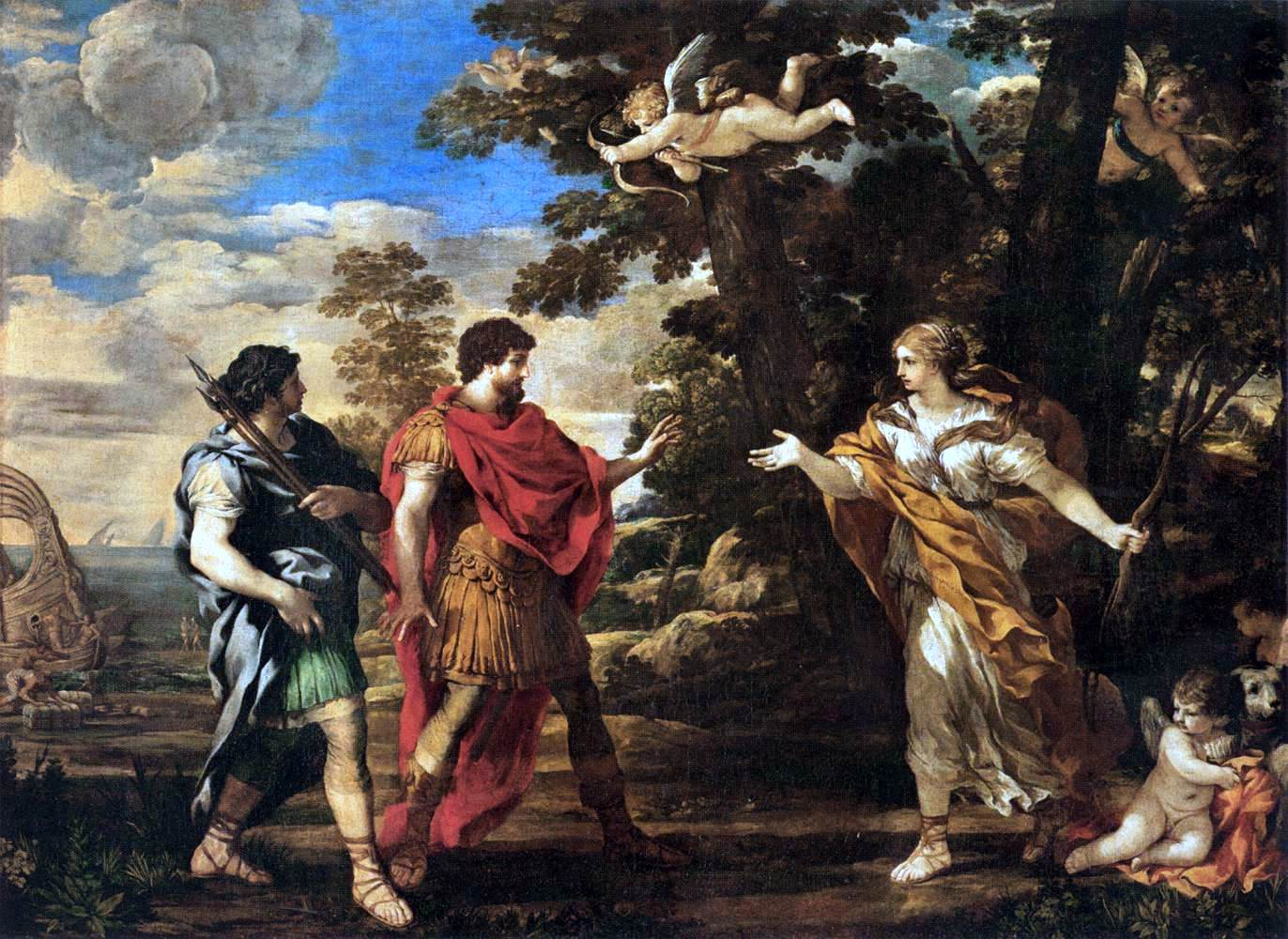
Venus com a caçadora s'apareix a Enees, per Pietro da Cortona.

L'Eneida explica que Enees és un dels pocs troians que no van ser assassinats ni esclavitzats quan Troia va caure. Enees, després de rebre l'ordre dels déus de fugir, va reunir un grup que després va viatjar a Itàlia i es van convertir en progenitors dels romans. El grup incloïa el trompetista d'Enees Misè, el seu pare Anquises, els seus amics Acates, Sergestos i Acmon, el sanador Iapyx, el timoner Palinur, i el seu fill Ascani (també conegut com Iulus, Julus o Ascanius Julius). Va portar amb ell les estàtues dels lars i els penats, els déus domèstics de Troia, i les va trasplantar a Itàlia.
Diversos intents de trobar una casa nova van fracassar; una d'aquestes parades va ser a Sicília, on a Drèpanum, a la costa occidental de l'illa, el seu pare, Anquises, va morir pacíficament.

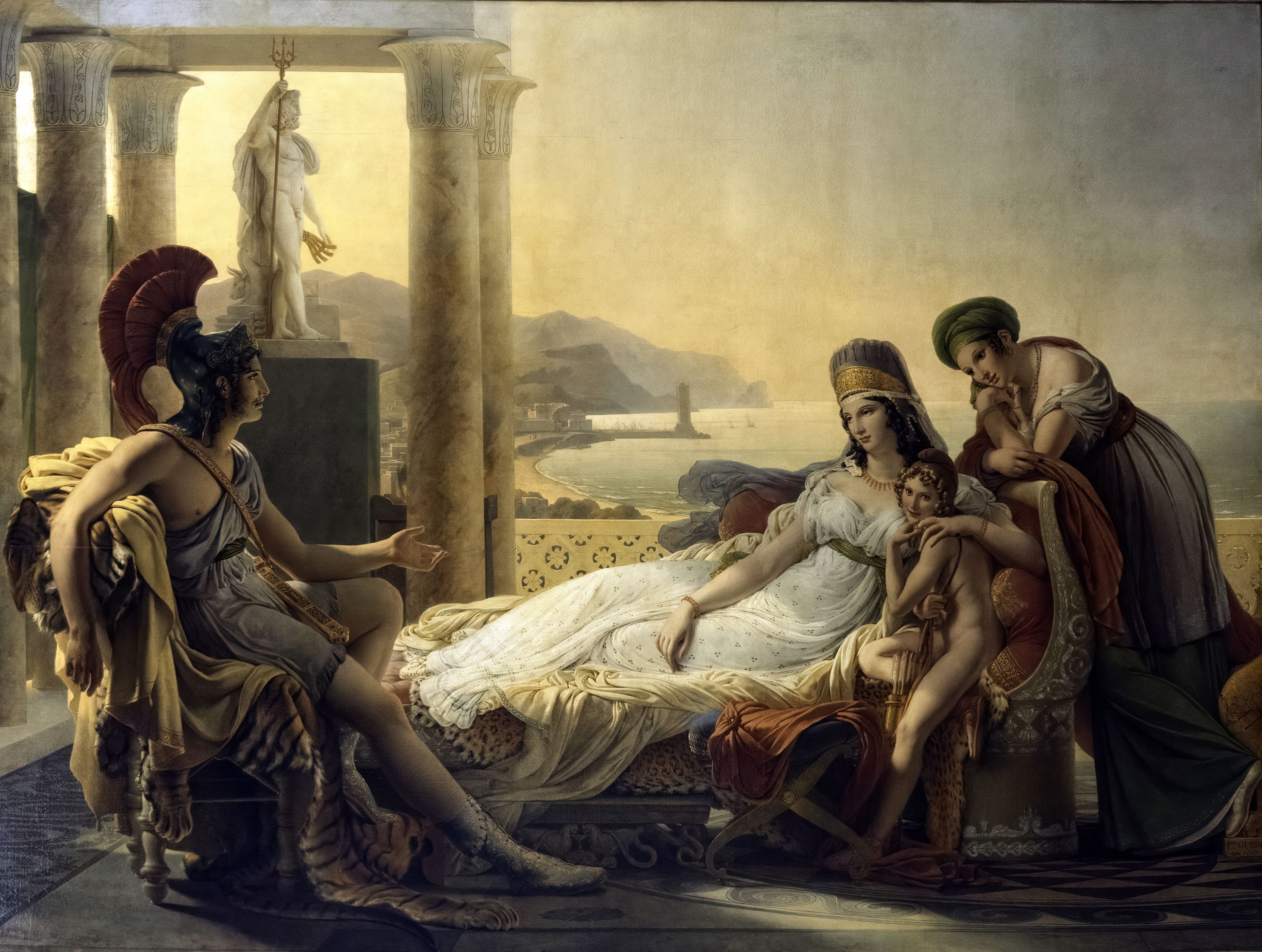
Enees explica a Dido la caiguda de Troia, de Pierre-Narcisse Guérin.

Després d'una breu però feroç tempesta llançada contra el grup a petició de Juno, Enees i la seva flota van tocar terra a Cartago després de sis anys. Enees va tenir una aventura d'un any amb la reina cartaginesa Dido (també coneguda com Elissa), que va proposar que els troians s'instal·lessin a la seva terra i que ella i Enees regnessin conjuntament sobre els seus pobles. Es va acordar una mena de matrimoni entre Dido i Enees a instigació de Juno, a qui li van dir que la seva ciutat preferida seria finalment derrotada pels descendents dels troians. La mare d'Enees, Venus (l'adaptació romana d'Afrodita) es va adonar que el seu fill i la seva companyia necessitaven un respir temporal per reforçar-se per al viatge que vindria. Tanmateix, el déu missatger Mercuri va ser enviat per Júpiter i Venus per recordar a Enees el seu viatge i el seu propòsit, obligant-lo a marxar en secret. Quan Dido es va assabentar d'això, va pronunciar una maledicció que enfrontaria per sempre Cartago a Roma, una enemistat que culminaria amb les guerres púniques. Aleshores es va suïcidar clavant-se amb la mateixa espasa que li va donar a Enees quan es van conèixer.
Després de l'estada a Cartago, els troians van tornar a Sicília on Enees va organitzar uns Jocs Fúnebres per honrar el seu pare, que havia mort un any abans. La companyia va continuar i va aterrar a la costa occidental d'Itàlia. Enees va baixar a l'inframón on va trobar Dido (que es va allunyar d'ell per tornar amb el seu marit) i el seu pare, que li va mostrar el futur dels seus descendents i, per tant, la història de Roma.

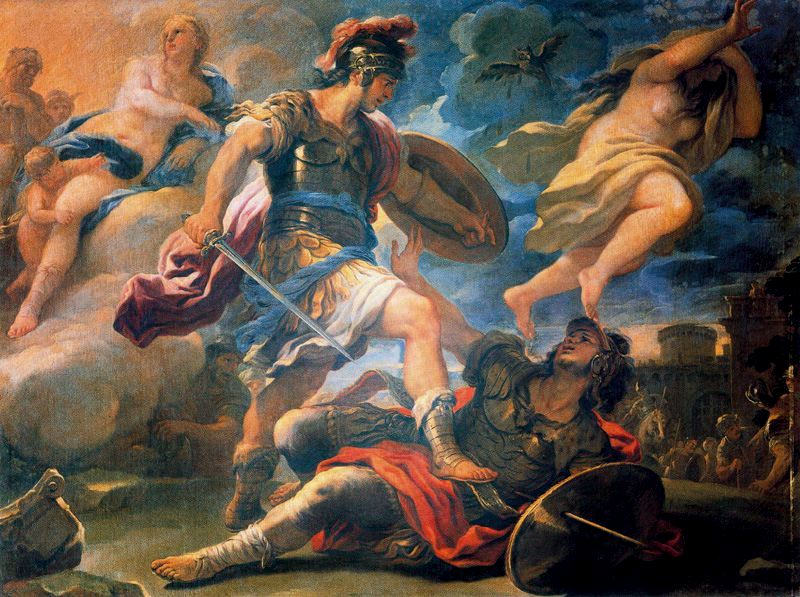
Eneas derrota Turn, de Luca Giordano, 1634–1705. El Genius d'Enees es mostra ascendent, mirant cap a la llum del futur, mentre que el de Turn s'enfonsa, envoltat de foscor.

Llatí, rei dels llatins, va acollir l'exèrcit de troians exiliats d'Enees i els va deixar reorganitzar les seves vides al Laci. La seva filla Lavínia havia estat promesa a Turn, rei dels Rútuls, però Llatí va obtenir una profecia que Lavínia estaria desposada per algú d'una altra terra, és a dir, Enees. Llatí va fer cas de la profecia i Turn va declarar la guerra a Enees a instàncies de Juno, que estava alineada amb el rei Mezenci dels etruscs i la reina Amata dels llatins. Les forces d'Enees es van imposar. Turn va ser assassinat i el relat de Virgili acaba abruptament.

### Altres fonts
La resta de la biografia d'Enees s'obté d'altres fonts antigues, incloses les Metamorfosis de Livi i Ovidi. Segons Livi, Enees va ser victoriós però Llatí va morir a la guerra. Enees va fundar la ciutat de Lavínium, el nom de la seva dona. Més tard va donar la benvinguda a la germana de Dido, Anna Perenna, que es va suïcidar després d'assabentar-se de la gelosia de Lavínia. Després de la mort d'Enees, Venus va demanar a Júpiter que fes el seu fill immortal. Júpiter va acceptar. El déu del riu Numic va netejar Enees de totes les seves parts mortals i Venus el va ungir amb ambròsia i nèctar, convertint-lo en un déu. Enees va ser reconegut com el déu Júpiter Indiges.

## Arbre genealògic
|        |        |        |        |        |        | Anquises       | Anquises       | Anquises       | Anquises       | Anquises       | Anquises       |          |          |          |          |              |            | Venus      | Venus      | Venus       | Venus       | Venus       | Venus       |             |             |           |           | Llatí     | Llatí     | Llatí   | Llatí   | Llatí   | Llatí   |  |  |  |  |  |  |  |  |  |  |
|        |        |        |        |        |        | Anquises       | Anquises       | Anquises       | Anquises       | Anquises       | Anquises       |          |          |          |          |              |            | Venus      | Venus      | Venus       | Venus       | Venus       | Venus       |             |             |           |           | Llatí     | Llatí     | Llatí   | Llatí   | Llatí   | Llatí   |  |  |  |  |  |  |  |  |  |  |
|        |        |        |        |        |        |                |                |                |                |                |                |          |          |          |          |              |            |            |            |             |             |             |             |             |             |           |           |           |           |         |         |         |         |  |  |  |  |  |  |  |  |  |  |
| Creüsa | Creüsa | Creüsa | Creüsa | Creüsa | Creüsa |                |                |                |                |                |                | Enees    | Enees    | Enees    | Enees    | Enees        | Enees      |            |            |             |             |             |             |             |             |           |           | Lavínia   | Lavínia   | Lavínia | Lavínia | Lavínia | Lavínia |  |  |  |  |  |  |  |  |  |  |
| Creüsa | Creüsa | Creüsa | Creüsa | Creüsa | Creüsa |                |                |                |                |                |                | Enees    | Enees    | Enees    | Enees    | Enees        | Enees      |            |            |             |             |             |             |             |             |           |           | Lavínia   | Lavínia   | Lavínia | Lavínia | Lavínia | Lavínia |  |  |  |  |  |  |  |  |  |  |
|        |        |        |        |        |        |                |                |                |                |                |                |          |          |          |          |              |            |            |            |             |             |             |             |             |             |           |           |           |           |         |         |         |         |  |  |  |  |  |  |  |  |  |  |
|        |        |        |        |        |        | Ascani o Iulus | Ascani o Iulus | Ascani o Iulus | Ascani o Iulus | Ascani o Iulus | Ascani o Iulus |          |          |          |          |              |            |            |            | Silvi       | Silvi       | Silvi       | Silvi       | Silvi       | Silvi       |           |           |           |           |         |         |         |         |  |  |  |  |  |  |  |  |  |  |
|        |        |        |        |        |        | Ascani o Iulus | Ascani o Iulus | Ascani o Iulus | Ascani o Iulus | Ascani o Iulus | Ascani o Iulus |          |          |          |          |              |            |            |            | Silvi       | Silvi       | Silvi       | Silvi       | Silvi       | Silvi       |           |           |           |           |         |         |         |         |  |  |  |  |  |  |  |  |  |  |
|        |        |        |        |        |        | Silvius        | Silvius        | Silvius        | Silvius        | Silvius        | Silvius        |          |          |          |          |              |            |            |            | Enees Silvi | Enees Silvi | Enees Silvi | Enees Silvi | Enees Silvi | Enees Silvi |           |           |           |           |         |         |         |         |  |  |  |  |  |  |  |  |  |  |
|        |        |        |        |        |        | Silvius        | Silvius        | Silvius        | Silvius        | Silvius        | Silvius        |          |          |          |          |              |            |            |            | Enees Silvi | Enees Silvi | Enees Silvi | Enees Silvi | Enees Silvi | Enees Silvi |           |           |           |           |         |         |         |         |  |  |  |  |  |  |  |  |  |  |
|        |        |        |        |        |        | Brutus         | Brutus         | Brutus         | Brutus         | Brutus         | Brutus         |          |          |          |          |              |            |            |            | Llatí       | Llatí       | Llatí       | Llatí       | Llatí       | Llatí       |           |           |           |           |         |         |         |         |  |  |  |  |  |  |  |  |  |  |
|        |        |        |        |        |        | Brutus         | Brutus         | Brutus         | Brutus         | Brutus         | Brutus         |          |          |          |          |              |            |            |            | Llatí       | Llatí       | Llatí       | Llatí       | Llatí       | Llatí       |           |           |           |           |         |         |         |         |  |  |  |  |  |  |  |  |  |  |
|        |        |        |        |        |        |                |                |                |                |                |                |          |          |          |          |              |            |            |            | Alba        |             |             |             |             |             |           |           |           |           |         |         |         |         |  |  |  |  |  |  |  |  |  |  |
|        |        |        |        |        |        |                |                |                |                |                |                |          |          |          |          |              |            |            |            |             |             |             |             |             |             |           |           |           |           |         |         |         |         |  |  |  |  |  |  |  |  |  |  |
|        |        |        |        |        |        |                |                |                |                |                |                |          |          |          |          |              |            |            |            | Atis        |             |             |             |             |             |           |           |           |           |         |         |         |         |  |  |  |  |  |  |  |  |  |  |
|        |        |        |        |        |        |                |                |                |                |                |                |          |          |          |          |              |            |            |            |             |             |             |             |             |             |           |           |           |           |         |         |         |         |  |  |  |  |  |  |  |  |  |  |
|        |        |        |        |        |        |                |                |                |                |                |                |          |          |          |          |              |            |            |            | Capis       |             |             |             |             |             |           |           |           |           |         |         |         |         |  |  |  |  |  |  |  |  |  |  |
|        |        |        |        |        |        |                |                |                |                |                |                |          |          |          |          |              |            |            |            |             |             |             |             |             |             |           |           |           |           |         |         |         |         |  |  |  |  |  |  |  |  |  |  |
|        |        |        |        |        |        |                |                |                |                |                |                |          |          |          |          |              |            |            |            | Capet       |             |             |             |             |             |           |           |           |           |         |         |         |         |  |  |  |  |  |  |  |  |  |  |
|        |        |        |        |        |        |                |                |                |                |                |                |          |          |          |          |              |            |            |            |             |             |             |             |             |             |           |           |           |           |         |         |         |         |  |  |  |  |  |  |  |  |  |  |
|        |        |        |        |        |        |                |                |                |                |                |                |          |          |          |          |              |            |            |            | Tiberí      |             |             |             |             |             |           |           |           |           |         |         |         |         |  |  |  |  |  |  |  |  |  |  |
|        |        |        |        |        |        |                |                |                |                |                |                |          |          |          |          |              |            |            |            |             |             |             |             |             |             |           |           |           |           |         |         |         |         |  |  |  |  |  |  |  |  |  |  |
|        |        |        |        |        |        |                |                |                |                |                |                |          |          |          |          |              |            |            |            | Agripa      |             |             |             |             |             |           |           |           |           |         |         |         |         |  |  |  |  |  |  |  |  |  |  |
|        |        |        |        |        |        |                |                |                |                |                |                |          |          |          |          |              |            |            |            |             |             |             |             |             |             |           |           |           |           |         |         |         |         |  |  |  |  |  |  |  |  |  |  |
|        |        |        |        |        |        |                |                |                |                |                |                |          |          |          |          |              |            |            |            | Ròmul       |             |             |             |             |             |           |           |           |           |         |         |         |         |  |  |  |  |  |  |  |  |  |  |
|        |        |        |        |        |        |                |                |                |                |                |                |          |          |          |          |              |            |            |            |             |             |             |             |             |             |           |           |           |           |         |         |         |         |  |  |  |  |  |  |  |  |  |  |
|        |        |        |        |        |        |                |                |                |                |                |                |          |          |          |          |              |            |            |            | Aventí      |             |             |             |             |             |           |           |           |           |         |         |         |         |  |  |  |  |  |  |  |  |  |  |
|        |        |        |        |        |        |                |                |                |                |                |                |          |          |          |          |              |            |            |            |             |             |             |             |             |             |           |           |           |           |         |         |         |         |  |  |  |  |  |  |  |  |  |  |
|        |        |        |        |        |        |                |                |                |                |                |                |          |          |          |          |              |            |            |            | Proca       |             |             |             |             |             |           |           |           |           |         |         |         |         |  |  |  |  |  |  |  |  |  |  |
|        |        |        |        |        |        |                |                |                |                |                |                |          |          |          |          |              |            |            |            |             |             |             |             |             |             |           |           |           |           |         |         |         |         |  |  |  |  |  |  |  |  |  |  |
|        |        |        |        |        |        |                |                |                |                |                |                |          |          |          |          |              |            |            |            |             |             |             |             |             |             |           |           |           |           |         |         |         |         |  |  |  |  |  |  |  |  |  |  |
|        |        |        |        |        |        |                |                |                |                |                |                |          |          |          |          |              |            |            |            |             |             |             |             |             |             |           |           |           |           |         |         |         |         |  |  |  |  |  |  |  |  |  |  |
|        |        |        |        |        |        |                |                |                |                |                |                |          |          |          |          | Numítor      | Numítor    | Numítor    | Numítor    | Numítor     | Numítor     |             |             |             |             | Amuli     | Amuli     | Amuli     | Amuli     | Amuli   | Amuli   |         |         |  |  |  |  |  |  |  |  |  |  |
|        |        |        |        |        |        |                |                |                |                |                |                |          |          |          |          | Numítor      | Numítor    | Numítor    | Numítor    | Numítor     | Numítor     |             |             |             |             | Amuli     | Amuli     | Amuli     | Amuli     | Amuli   | Amuli   |         |         |  |  |  |  |  |  |  |  |  |  |
|        |        |        |        |        |        |                |                |                |                |                |                |          |          |          |          | Rea Sílvia   | Rea Sílvia | Rea Sílvia | Rea Sílvia | Rea Sílvia  | Rea Sílvia  |             |             | Ares/Mart   | Ares/Mart   | Ares/Mart | Ares/Mart | Ares/Mart | Ares/Mart |         |         |         |         |  |  |  |  |  |  |  |  |  |  |
|        |        |        |        |        |        |                |                |                |                |                |                |          |          |          |          | Rea Sílvia   | Rea Sílvia | Rea Sílvia | Rea Sílvia | Rea Sílvia  | Rea Sílvia  |             |             | Ares/Mart   | Ares/Mart   | Ares/Mart | Ares/Mart | Ares/Mart | Ares/Mart |         |         |         |         |  |  |  |  |  |  |  |  |  |  |
|        |        |        |        |        |        |                |                |                |                |                |                |          |          |          |          |              |            |            |            |             |             |             |             |             |             |           |           |           |           |         |         |         |         |  |  |  |  |  |  |  |  |  |  |
|        |        |        |        |        |        |                |                |                |                |                |                |          |          |          |          |              |            |            |            |             |             |             |             |             |             |           |           |           |           |         |         |         |         |  |  |  |  |  |  |  |  |  |  |
|        |        |        |        |        |        |                |                |                |                |                |                | Hersília | Hersília | Hersília | Hersília | Hersília     | Hersília   |            |            | Ròmul       | Ròmul       | Ròmul       | Ròmul       | Ròmul       | Ròmul       |           |           | Rem       | Rem       | Rem     | Rem     | Rem     | Rem     |  |  |  |  |  |  |  |  |  |  |
|        |        |        |        |        |        |                |                |                |                |                |                | Hersília | Hersília | Hersília | Hersília | Hersília     | Hersília   |            |            | Ròmul       | Ròmul       | Ròmul       | Ròmul       | Ròmul       | Ròmul       |           |           | Rem       | Rem       | Rem     | Rem     | Rem     | Rem     |  |  |  |  |  |  |  |  |  |  |
|        |        |        |        |        |        |                |                |                |                |                |                |          |          |          |          |              |            |            |            |             |             |             |             |             |             |           |           |           |           |         |         |         |         |  |  |  |  |  |  |  |  |  |  |
|        |        |        |        |        |        |                |                |                |                |                |                |          |          |          |          | Reis de Roma |            |            |            |             |             |             |             |             |             |           |           |           |           |         |         |         |         |  |  |  |  |  |  |  |  |  |  |